# 瓦卢耶夫通告
瓦卢耶夫通告（羅馬化：Valuyevskiy tsirkulyar，羅馬化：Valuievskyi tsyrkuliar）是1863年7月18日俄罗斯帝国内政部长彼得·瓦卢耶夫发布的政令，该政令规定除文学作品外禁止使用乌克兰语。